# Nunspeets

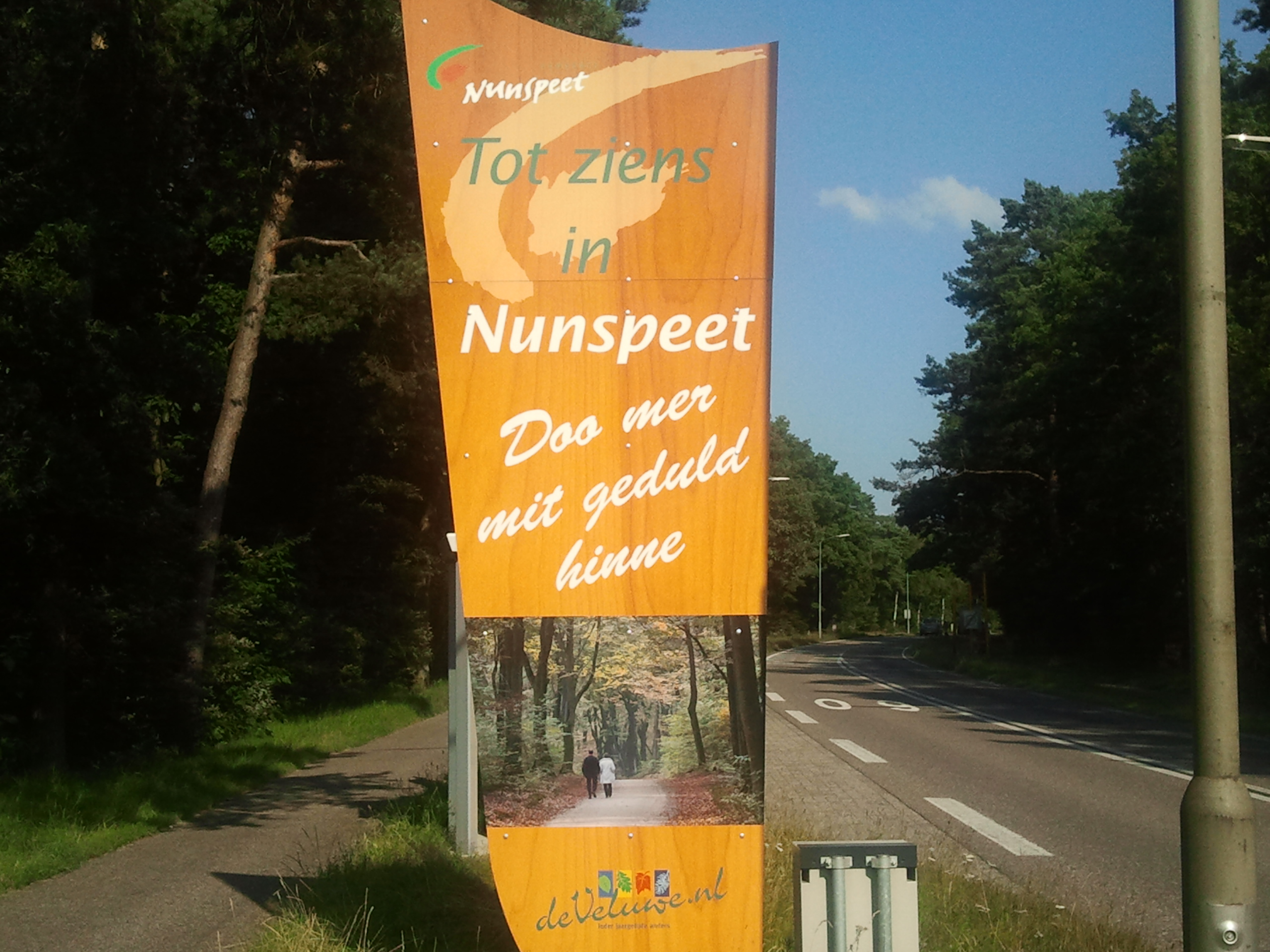
Nunspeetse uitspraak die men ziet bij het verlaten van het dorp

Het Nunspeets is een West-Veluws en Nedersaksisch dialect dat gesproken wordt in het Gelderse dorp Nunspeet. In ruimer opzicht vallen hier ook de overige dorpen en buurtschappen van de gemeente Nunspeet onder, hoewel de inwoners van de dorpen hun dialect vaak aanduiden met hun eigen plaatsnaam. Het dialect van deze dorpen kan dan ook in mindere of meerdere mate afwijken van het dialect van de plaats Nunspeet zelf. 

## Kenmerken
Het Nunspeets wordt ingedeeld bij het West-Veluws, maar heeft ook veel overeenkomsten met de Oost-Veluwse dialecten. Een voorbeeld hiervan is de uitgang -e bij zelfstandige naamwoorden die veelvuldig in het Nunspeets wordt gebruikt, zo zegt men keze, kieze en karke, zoals in de meeste Oost-Veluwse dialecten, terwijl de woorden keis, kies en kark (of varianten daarvan) op de rest van West-Veluwe gebruikt worden. Het Nunspeets kent ook de t-deletie zoals die gebruikt wordt in het Limburgs, Utrechts en sommige andere Veluwse dialecten. Een ander bijzonder kenmerk van het Nunspeets is de ee of oo voor bepaalde woorden die in het Nederlands met een ie of oe zijn, bijvoorbeeld: dree, ko en doon (drie, koe en doen), dit verschijnsel, dat doet denken aan het Twents en het Achterhoeks, beperkt zich voornamelijk tot het noordelijke deel van de Veluwe. Het betreft hier een relict.